# كيم رود
كيم رود (Kim Rhode) هي لاعبة أولمبية لرياضة الرماية من الولايات المتحدة. شاركت في الأولمبياد الصيفي في 1996–2012، وفازت بما مجموعه 5 ميداليات.

## الميداليات
| ذهب | فضة | برونز | المجموع |
| 3   | 1   | 1     | 5       |

## روابط خارجية
- كيم رود على موقع الاتحاد الدولي (الإنجليزية)
- كيم رود على موقع اللجنة الأولمبية الدولية (الإنجليزية)
- كيم رود على موقع أوليمبيديا (الإنجليزية)
- كيم رود على موقع اللجنة الأولمبية والبارالمبية الأمريكية (الإنجليزية)